# 월정로 (서울)
월정로(Woljeong-ro)는 서울특별시 양천구 신월동에 있는 서울특별시의 도로로, 총 연장은 3km이다. 도로의 명칭이 유래된 것은 신월동과 은행정이 각각 있었던 마을 명칭을 인용하였으며, 도로 중간에는 강서구 화곡동을 통과하는 특이한 도로이다.

## 역사
- 2010년 4월 22일 : 도로명으로 월정로를 고시

## 주요 경유지
- 양천구
  - 신월2동·신월4동 - 신월1동 - 신월5동
- 강서구
  - 화곡1동[2]

## 접촉하는 도로
- 화곡로 (강서양천교육지원청입구 교차로)
- 가로공원로 (월정초교앞 교차로)
- 곰달래로 (곰달래사거리)
- 국회대로 (도로가 단절된 상태로 교차가 불가하며, 보행자에만 한정하여 보도교로만 교차 가능)
- 오목로 (교차로명 미상)
- 신월로 (교차로명 미상)
- 직결 : 신월로20길

## 주요 건물 및 시설
- 많은물교회 (월정로 5/신월동 534-15)
- 목동M타운 (월정로 8/신월동 512-1)
- 선경리치빌 (월정로 11/신월동 534-3)
- 해태아파트 (월정로 21/신월동 514-3)
- 이멋진세상오피스텔 (월정로 36/신월동 445-8)
- 양천신용협동조합 (월정로 39/신월동 444-18)
- 중앙위너스 (월정로 45/신월동 428-4)
- 미주팰리스 (월정로 47/신월동 428-3)
- 청솔아파트 (월정로 50/신월동 446-2)
- 청송프라임 (월정로 51/신월동 428-2)
- 상아아름아파트 (월정로 62/신월동 447-3)
- 경남빌라 (월정로 71/신월동 412-8)
- 한빛빌딩 (월정로 96/화곡동 934-23)
- 신목동샤르망오피스텔 (월정로 101/신월동 235-7)
- 해창위너스빌 (월정로 108/화곡동 936-12)
- 대성케이제이 (월정로 114/화곡동 937-14)
- 신길교통 (월정로 117/신월동 228-2)
- HW빌딩 (월정로 136/화곡동 357-32)
- 평화빌딩 (월정로 156/화곡동 360-17)
- 새마음교회 (월정로 173/신월동 105-7)
- 서울월정초등학교 (월정로 176/화곡동 374-1)
- 우성 (월정로 185/신월동 104-23)
- 미다움 (월정로 189/신월동 104-28)
- 동선벨리체 (월정로 194/화곡동 376-9)
- 디딤아트리움 (월정로 198/화곡동 376-5)
- 위너스빌 (월정로 199/신월동 90-6)
- 삼광킹스빌 (월정로 200/화곡동 376-37)
- 월정하우스 (월정로 201/신월동 90-5)
- 흥양훼미리아파트 (월정로 214/신월동 87-21)
- 기린빌라 (월정로 222/신월동 68-15)
- 강국아파트 (월정로 245/신월동 24-5)
- 거산아파트 (월정로 249/신월동 21-4)
- 장흥연립 (월정로 252/신월동 22-1)
- 유진주비뜰마을 (월정로 254/신월동 20-17)
- 한솔주택 나동 (월정로 258/신월동 20-36)
- 한솔주택 가동 (월정로 260/신월동 20-1)
- 수명산태승훼미리아파트 (월정로 262/신월동 18-17)
- 우현스카이빌 (월정로 268/신월동 18-18)
- 서울특별시강서양천교육지원청 (월정로 269/신월동 17-1)
- 영주빌딩 (월정로 270/신월동 18-19)
- 서울강신초등학교 (월정로 280/신월동 6-7)
- 상은빌딩 (월정로 281/신월동 9-8)
- 백송주택 (월정로 283/신월동 9-4)
- 수명산시그니처 (월정로 285/신월동 9-3)
- 수명산타워빌아파트 (월정로 293/신월동 8-2)
- 수명산그린시아아파트 (월정로 299/신월동 1070)
- 수명산롯데캐슬 (월정로 303/신월동 1036)
- 수명산 SK VIEW (월정로 306/신월동 1053)
- 동주빌라 (월정로 314/신월동 6-1)
- 전원주택 (월정로 316/신월동 4-2)